# ベニート・フアレス
ベニート・パブロ・フアレス・ガルシア（Benito Pablo Juárez García, 1806年3月21日 - 1872年7月18日）は、メキシコの政治家。先住民族から選出された初のメキシコの大統領である。

## 概要
保守派と自由主義派による内戦（レフォルマ戦争）における、自由主義派の指導者である。1858年に保守派に対抗する臨時政府大統領に就任。

レフォルマ戦争で自由主義派が勝利をおさめた1861年、選挙によって大統領に選出されるが、在任中にフランス（フランス第二帝政）の介入を受ける。
フアレスはフランスと傀儡政権メキシコ帝国（メキシコ第二帝政）に対する徹底抗戦を貫き、フランスの撤退後に共和制の復活を達成、1867年に大統領に再選された。自由主義的改革を推進するが、在任中に死去。
貧しい先住民族の農家から立身出世して大統領の座にまで上り詰め、外国からの侵略に立ち向かったフアレスは、メキシコで最も偉大で敬愛される指導者であり、「建国の父」として称えられている。20ペソ紙幣に肖像が使用されている。

## 履歴

### 政治家になるまで
ベニート・フアレスは、オアハカ州サン・パブロ・ゲラタオの農家に生まれた。両親はサポテク・インディヘナであったが、彼が4歳になる前に相次いで亡くなり、孤児となった彼は12歳までトウモロコシ畑の見張り番として働いた。向学心を持ったフアレスは1818年12月17日、オアハカへ向かった。当時彼は教育を受けておらず、スペイン語は話せなかった。
オアハカに出ると家政夫として働きながら猛勉強した。フランシスコ会士のアントニオ・サラヌエバはフアレスの熱心さと知性に感動し、彼が神学校で学べるように支援した。フアレスは神学校に進んだが、神職ではなく法律を学ぶことを決心した。1827年に神学校を卒業後、次に法律を学んだ。
フアレスは1834年に弁護士となり、1842年には裁判官になった。さらに1847年から1853年までオアハカ州知事を務めたが、アントニオ・ロペス・デ・サンタ・アナの腐敗に反対したため逮捕、投獄された。釈放後、アメリカ合衆国に亡命しルイジアナ州ニューオーリンズの葉巻工場で働いた。

### 法務大臣、最高裁判所長官
1855年に帰国したフアレスは、反政府の自由党軍「liberales」に参加した。10月にフアン・アルバレスが大統領に就任、フアレスは法務大臣に任命される。フアレスは軍人や僧侶の特権廃止法案を提出するが保守層の反発を受け、ローマ教皇ピウス9世にも破門される。アルバレス辞任後はイグナシオ・コモンフォルト大統領が就任するが1857年に保守党支持の「conservadores」が武力蜂起し内戦が勃発した。コモンフォルトとフアレスは逮捕されるが、コモンフォルトはアメリカに亡命する。フェリックス・マリア・スロアガが大統領就任を宣言し、改革派はグアナフアト州で臨時政府を樹立、フアレスが大統領に選出される。翌年5月にグアナフアトは陥落し、フアレスはアメリカ合衆国に亡命して臨時政府の樹立を宣言する。

### 大統領就任とフランスによる干渉戦争
1860年、アメリカ合衆国の支援を受けフアレスはベラクルスに上陸、翌1861年1月11日にメキシコシティに入り3月の大統領選で大統領に選ばれ、4年の期間を務めた。
1861年10月にロンドンに於いてメキシコの主要債権国であるイギリス、スペイン、フランスが会議を行いメキシコへの武力干渉（メキシコ出兵）を決定する。フランスはナポレオン3世の傀儡政権を設立する計画の下に1862年にメキシコに侵攻した。イギリスとスペインはフアレスの債務返済に関する提案を了承し撤退を始めるが、フランスは干渉を続け、翌1863年の6月にメキシコシティを占領した。フアレスは北部チワワ州のパソ・デル・ノルテ（現在のシウダー・フアレス）で抵抗活動を続ける。
ナポレオン3世の要請でハプスブルク家のフェルディナント・ヨーゼフ・マクシミリアン大公が1864年4月10日にマクシミリアン1世としてメキシコ帝国の皇帝に即位した。マクシミリアン1世と妻のシャルロッテは6月12日にメキシコシティに入り、フアレスをメキシコ帝国の傀儡政権にしようと恩赦と首相就任を提示したが、断固として拒否し、アメリカ合衆国の支援を受けて徹底抗戦した。1867年3月にフランスはメキシコから撤退し、5月にマクシミリアン1世は逮捕され、6月19日に処刑された。

### フランスによる干渉戦争終結後
フアレスは1867年7月15日に共和制の復活を宣言し、12月に行われた選挙ではポルフィリオ・ディアスを破り大統領に再選された。
ベニート・フアレスは進歩的なレフォルマ（改革者）であり、民主主義と先住インディオへの平等な権利を導入し、ローマ・カトリック教会の政治への影響力を減少させた。彼はメキシコシティのナショナル・パレスで執務中に心臓発作で死去した。

### 後世への影響

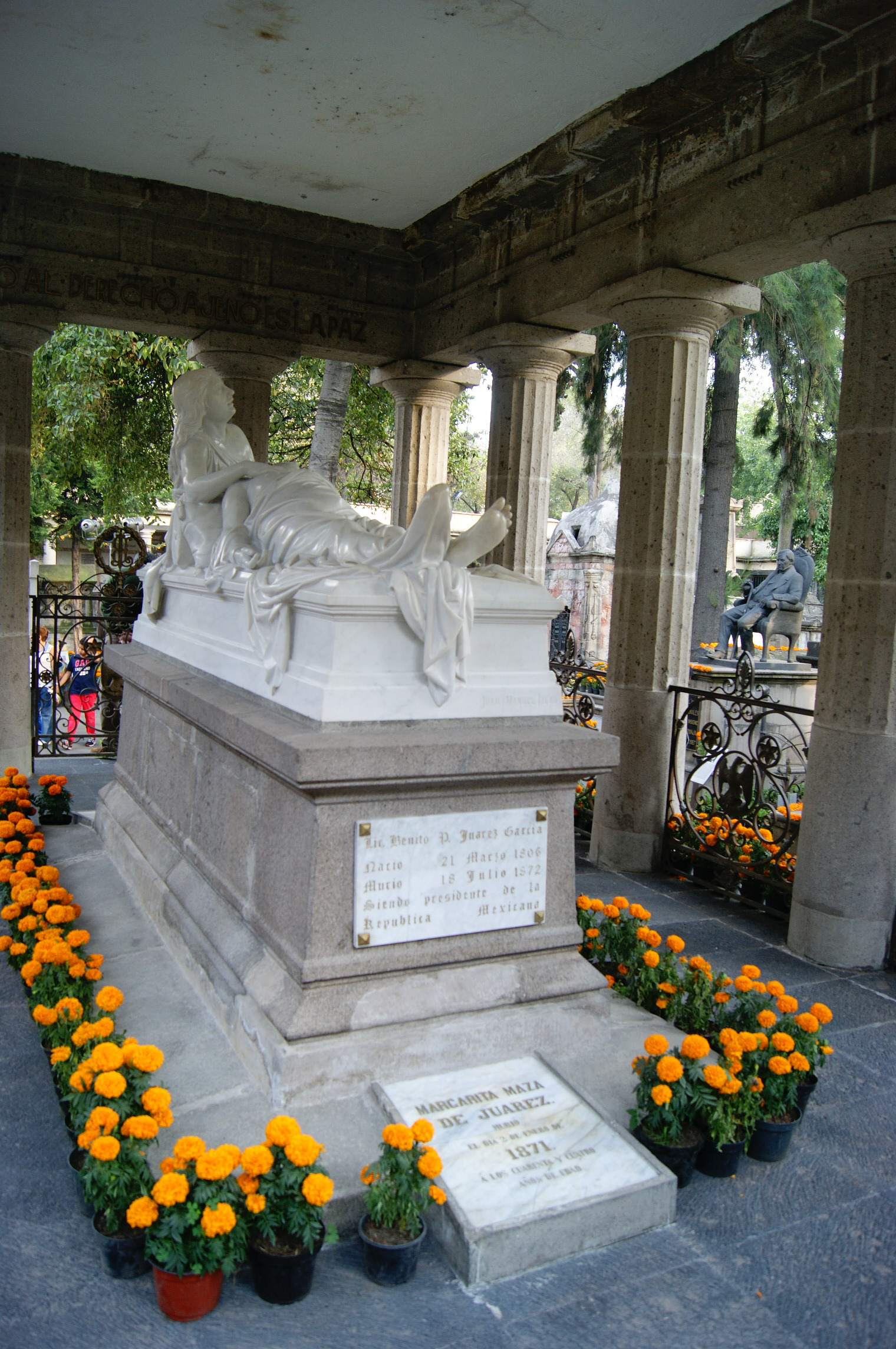
ベニート・フアレスの墓

彼の言葉「他者の権利の尊重こそが平和である」 El respeto al derecho ajeno es la paz はメキシコで長く語り継がれており、彼の故郷のオアハカ州旗にも記入されている。フアレスの誕生日3月21日はメキシコの祝日となっている。また、20ペソ紙幣に肖像が描かれている。
ベニート・ムッソリーニは社会主義者である父親によって、フアレスにちなんで命名された。
フアレスの名は現在メキシコに於いて様々な場所に残されている。
- メキシコシティの空港： ベニート・フアレス国際空港
- オアハカ州立大学： Universidad Autonoma Benito Juarez de Oaxaca
- チワワ州の市：シウダー・フアレス
- アカプルコの正式名称：Acapulco de Juárez